# Bohumil Robeš
Bohumil Robeš (1. srpna 1930 Holubice – 31. ledna 2019) byl český spisovatel, vězněný v době komunistického režimu.

## Život
Narodil se v Holubicích na Vyškovsku. K jeho zájmům od mládí patřila literatura a divadlo, byl členem řady ochotnických souborů. Hlásil se na AMU, nebyl však přijat kvůli špatnému kádrovému posudku.
Začátkem padesátých let se zapojil do odbojové skupiny SODAN (Skautská organizace demokracie a nezávislosti). V říjnu 1953 byl zatčen a poté odsouzen na pět let do vězení. Vězněn byl mj. v uranových dolech na Jáchymovsku, táboře Vojna na Příbramsku a v Leopoldově. Protože i ve vězení protestoval proti nespravedlnostem, byl mu trest dvakrát prodloužen na celkových 13,5 roku.
Po propuštění v roce 1967 se začal věnovat kulturním aktivitám, psal recenze divadelních představení, filmových premiér a televizních pořadů, spolupracoval s brněnským rozhlasem. Tvořil básně, povídky, úvahy a eseje. Od nástupu normalizace v 70. letech mu takovéto veřejné aktivity byly znemožněny.
Po sametové revoluci se začal angažovat v komunální politice, byl opakovaně zvolen členem obecního zastupitelstva v Holubicích, pracoval jako kronikář obce, knihovník, založil pobočku Konfederace politických vězňů ve Vyškově. Dále pokračoval v literární tvorbě, tématem jeho básní a povídek byly především vzpomínky na léta strávená v komunistických žalářích a vnitřní svět vězňů.

## Ocenění
V roce 2017 se stal nositelem Ceny Jihomoravského kraje za hrdinský čin.